# Operação Alvorada do Golfo de Áden
Operação Alvorada do Golfo de Áden ou de Adém (em coreano: 아덴 만 여명 작전), foi uma operação naval da República da Coreia contra os piratas somalis no mar da Arábia. A operação foi motivada pela apreensão do navio-tanque químico Samho Jewelry. Em resposta, os sul-coreanos enviaram um destróier da Marinha e 30 comandos navais para retomar o navio e resgatar a sua tripulação. Depois de perseguir o navio-tanque por vários dias, os sul-coreanos retomaram o navio pela força em 21 de janeiro de 2011, em uma ação de abordagem bem-sucedida que resultou na morte de 8 dos 17 piratas.